# Kəramət Hüseynov
Kəramət Hüseynov –también escrito como Karamat Hüseynov– (30 de agosto de 1998) es un deportista azerbaiyano que compite en judo.
Ganó una medalla de bronce en el Campeonato Mundial de Judo de 2021 y una medalla de bronce en el Campeonato Europeo de Judo de 2021, ambas en la categoría de –60 kg.

## Palmarés internacional
| Campeonato Mundial | Campeonato Mundial | Campeonato Mundial | Campeonato Mundial |
| Año                | Lugar              | Medalla            | Categoría          |
| ------------------ | ------------------ | ------------------ | ------------------ |
| 2021               | Budapest (Hungría) | Medalla de bronce  | –60 kg             |
| Campeonato Europeo |                    |                    |                    |
| Año                | Lugar              | Medalla            | Categoría          |
| 2021               | Lisboa (Portugal)  | Medalla de bronce  | –60 kg             |